# Meduvata, Jașkiv
Meduvata (în ucraineană Медувата) este un sat în comuna Konelski Hutorî din raionul Jașkiv, regiunea Cerkasî, Ucraina.

## Demografie
Componența lingvistică a localității Meduvata
     Ucraineană (98,85%)
     Rusă (1,15%)
Conform recensământului din 2001, majoritatea populației localității Meduvata era vorbitoare de ucraineană (98,85%), existând în minoritate și vorbitori de rusă (1,15%).